# سیدنی لومت
سیدنی لومِت (به انگلیسی: Sidney Lumet) (۲۵ ژوئن ۱۹۲۴ – ۸ آوریل ۲۰۱۱) کارگردان آمریکایی و برندهٔ جایزه اسکار افتخاری یک عمر فعالیت هنری بود. چهارده فیلم وی نامزد دریافت این جایزه شده بود.

## زندگی

### سال‌های نخستین
سیدنی آرتور لومت در ۲۵ ژوئن ۱۹۲۴ در فیلادلفیا به دنیا آمد و در محله لوئر ایست ساید منهتن بزرگ شد. وی بازیگری تئاتر را در مدرسه حرفه ای کودکان نیویورک و دانشگاه کلمبیا فرا گرفت.
والدین لومت، باروخ و یوجنیا (با نام مستعار ورموس) لومت، از مهاجران یهودی-لهستانی به ایالات متحده بودند و جزو پیشکسوتان تئاتر ییدیش به‌شمار می‌رفتند. پدرش که بازیگر، کارگردان، تهیه‌کننده و نویسنده بود در ورشو به دنیا آمده بود. مادر سیدنی لومت رقصنده بود در زمانی که سیدنی کودک بود از دنیا رفته بود. او تنها یک خواهر بزرگتر داشت. سیدنی لومت اولین بازی حرفه‌ای خود را در چهار سالگی در رادیو انجام داد و در پنج سالگی در تئاتر هنر ییدیش روی صحنه رفت. وی هم‌چنین در کودکی در بسیاری از تولیدات برادوی ظاهر شد.
در سال ۱۹۳۵، در ۱۱ سالگی، در یک فیلم کوتاه هنری که توسط ستاره رادیویی آن زمان هرمان یابلوکوف تهیه شده بود به ایفای نقش پرداخت. این فیلم در تئاتری با همین عنوان بر اساس ترانه موفق پاپیروسن به روی صحنه رفت.

جنگ جهانی دوم وقفه‌ای در دوران بازیگری او بود و سیدنی مجبور شد به مدت چهار سال در ارتش ایالات متحده خدمت کند.
پس از بازگشت از خدمت، سیدنی لومت در نیویورک به کار کارگردانی تئاتر پرداخت.

### زندگی هنری
لومت در دورهٔ کاری‌اش بیش از ۵۰ فیلم ساخته‌است که از برجسته‌ترین آن‌ها می‌توان به ۱۲ مرد خشمگین (۱۹۵۷)، بعد از ظهر سگی (۱۹۷۵)، شبکه (۱۹۷۶) و حکم (۱۹۸۲) اشاره کرد که برای لومت ۴ نامزدی اسکار بهترین کارگردانی را به همراه داشته‌اند.
بر پایهٔ دانشنامهٔ هالیوود، لومت یکی از پرکارترین کارگردانان سینمای دوران مدرن است. میانگین ساخته‌های او از ۱۹۵۷، بیش از یک فیلم در هر سال بود. او برای توانایی‌اش در جذب بازیگران بزرگ به پروژه‌هایش شناخته شده‌است. نگرش او به مسائل مالی پروژه‌ها، هدایت درست هنرپیشه‌ها، داستان‌پردازی قوی و به‌کارگرفتن دوربین برای پررنگ‌کردن تم اثر، از نقاط قوت او بودند.
لومت کارش را در نیویورک، اما خارج از محفل تئاتر برادوی، آغاز کرد و زود یکی از کارآمدترین کارگردانان تلویزیون شد. او در ۱۹۵۷ نخستین اثر خود با نام ۱۲ مرد خشمگین (که اغلب بهترین اثرش هم شناخته می‌شود) را ساخت. با این فیلم، لومت سردمدار نخستین گروه کارگردانان تلویزیونی که با موفقیت به سینما پیوسته بودند شد. او در ۲۰۰۵ جایزهٔ اسکار افتخاری را به پاس کارهای درخشان و خدمات ارزنده‌اش به فیلم‌نامه‌نویسی، بازیگری و هنر سینما دریافت کرد.

## زندگی شخصی و مرگ

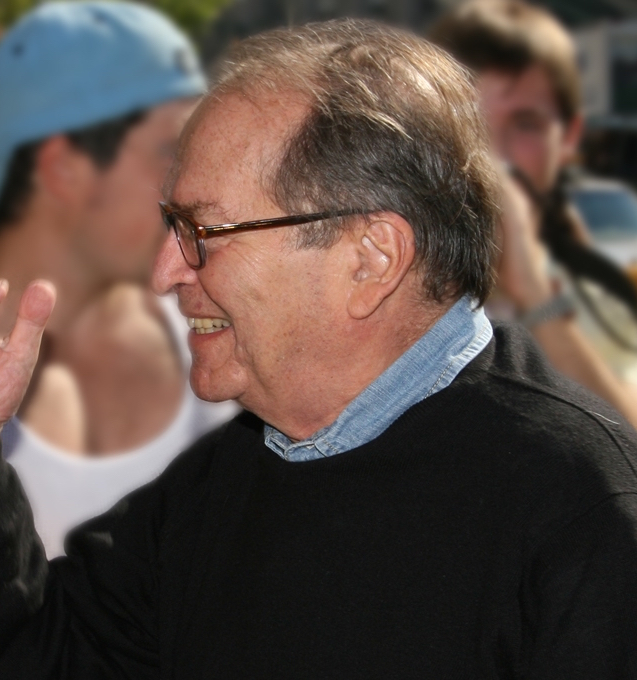
سیدنی لومت در جشنواره بین المللی فیلم تورنتو ۲۰۰۷

لومت چهار بار ازدواج کرد. سه ازدواج اول به طلاق ختم شد. او از سال ۱۹۴۹ تا ۱۹۵۵ همسر ریتا گم بود. او در سال ۱۹۸۰ با مری بیلی گیمبل ازدواج کرد که این ازدواج تا پایان زندگی لومت ادامه داشت. لومت از ازدواج با گیل جونز دارای دو دختر بود.

وی در ۸ آوریل ۲۰۱۱ در ۸۶ سالگی بر اثر سرطان غدد لنفاوی در محل سکونت خود منهتن نیویورک درگذشت.

## فیلم‌شناسی
- ۱۲ مرد خشمگین (۱۹۵۷)
- عشق بازیگری (۱۹۵۸)
- اون جور زن (۱۹۵۹)
- همیشه در فرار (۱۹۶۰)
- چشم‌اندازی از پل (۱۹۶۲)
- سفر دراز روز در شب (۱۹۶۲)
- گروبردار (۱۹۶۴)
- وضعیت رفع خطر (۱۹۶۴)
- تپه (۱۹۶۵)
- گروه (۱۹۶۶)
- رابطه مرگ‌آور (۱۹۶۶)
- بای‌بای برورمن (۱۹۶۸)
- مرغ دریایی (۱۹۶۸)
- قرار ملاقات (۱۹۶۹)
- کینگ: مستند… از مونتگمری تا ممفیس (۱۹۷۰)
- نوارهای اندرسون (۱۹۷۱)
- بازی بچگانه (۱۹۷۲)
- هجوم (۱۹۷۳)
- سرپیکو (۱۹۷۳)
- عشق مولی (۱۹۷۴)
- قتل در قطار سریع‌السیر شرق (۱۹۷۴)
- بعدازظهر سگی (۱۹۷۵)
- شبکه (۱۹۷۶)
- ستوران (۱۹۷۷)
- جادوگر (۱۹۷۸)
- بگو چی می‌خوای (۱۹۸۰)
- شاهزاده شهر (۱۹۸۱)
- تله مرگ (۱۹۸۲)
- حکم (۱۹۸۲)
- دنیل (۱۹۸۳)
- گاربو حرف می‌زند (۱۹۸۴)
- قدرت (۱۹۸۶)
- صبح روز بعد (۱۹۸۶)
- ازنفس‌افتاده (۱۹۸۸)
- کسب‌وکار خانوادگی (۱۹۸۹)
- سین جیم (۱۹۹۰)
- غریبه‌ای در میان ما (۱۹۹۲)
- گناهکار به اندازه گناه (۱۹۹۳)
- گلوریا (۱۹۹۹)
- مرا گناهکار بدان (۲۰۰۶)
- پیش از آنکه شیطان بفهمد مرده‌ای (۲۰۰۷)